# Mainhardt
Mainhardt – miejscowość i gmina w Niemczech, w kraju związkowym Badenia-Wirtembergia, w rejencji Stuttgart, w regionie Heilbronn-Franken, w powiecie Schwäbisch Hall. Leży ok. 15 km na zachód od Schwäbisch Hall, przy drogach krajowych B39 i B14, na terenie Lasu Szwabsko-Frankońskiego.